# ルーカス・ドロウヒー
ルーカス・ドロウヒー（Lukáš Dlouhý, 1983年4月9日 - ）は、チェコ・ピーセク出身の男子プロテニス選手。ダブルスの得意な選手としてよく知られ、2009年全仏オープンと2009年全米オープン男子ダブルスでリーンダー・パエスとペアを組んで優勝した。ATPツアーでシングルスの優勝はないが、ダブルスで10勝を挙げた。自己最高ランキングはシングルス73位、ダブルス5位。右利き、バックハンド・ストロークは両手打ち。ネット際へのドロップ・ショットを最も得意にする選手。

## 来歴
ドロウヒーは姉がチェコのジュニア女子テニス国内チャンピオンになったことから、姉の後を追うようにテニスを始めた。ルーカスがテニスの技量を伸ばせるように、彼の両親はチェコの首都プラハへの移転に多大の犠牲を払ったという。2001年にプロ入りし、2005年ウィンブルドン選手権で4大大会の男子ダブルスにデビューする。2006年2月のブラジル・オープンと5月のポルトガル・オープンで、ドロウヒーは同じチェコの先輩選手パベル・ビズネルとペアを組み、ATPツアー大会で2つのダブルス・タイトルを獲得した。ポルトガル・オープンの後、彼は全仏オープンで男子シングルス3回戦・男子ダブルス準決勝に進出し、ここで初めての好成績を出した。シングルス3回戦では第7シードのトミー・ロブレドに1-6, 4-6, 2-6で敗れたが、これが彼の4大大会シングルス自己最高成績である。ビズネルとペアを組んだダブルスでは、ヨナス・ビョルクマン/マックス・ミルヌイ組との準決勝に進んだ。続くウィンブルドン選手権では、シングルス2回戦でビョルクマンに敗れ、ビズネルとのダブルスでは第1シードのブライアン兄弟との準々決勝まで勝ち進む。それ以来、彼はツアーでもダブルスの分野で成績を伸ばし始めた。
2007年、ドロウヒーとビズネルは全仏オープンと全米オープンの2大会で男子ダブルス決勝戦に進出したが、どちらも準優勝に終わった。全仏では、準々決勝でブライアン兄弟を破りながらも、初進出の決勝でダニエル・ネスター/マーク・ノールズ組に6-2, 3-6, 4-6の逆転で敗れた。全米では、準々決勝でネスター/ノールズ組に雪辱したものの、決勝でシーモン・アスペリン/ユリアン・ノール組に5-7, 4-6のストレートで敗れ、2人は2つの準優勝に甘んじた。
2008年全仏オープンを契機に、ドロウヒーはリーンダー・パエスと組んで大半のトーナメントに出場するようになる。このペアはウィンブルドンでネスター/ネナド・ジモニッチ組との準決勝に進み、最終第5セットまで争った末6-7, 6-4, 1-6, 6-4, 6-8のスコアで競り負けた。続いて全米オープンの決勝に進み、ドロウヒーは2年連続2度目の全米男子ダブルス決勝に勝ち上がったが、ここでもブライアン兄弟に6-7, 6-7で敗れ去り、2年連続の準優勝に終わった。この後、ドロウヒーとパエスはジャパン・オープン・テニス選手権で来日し、ミハイル・ユージニー/ミーシャ・ズベレフ組に3-6, 4-6で敗れた準優勝がある。
2009年全仏オープンで、ドロウヒーはパエスと組んで宿願の男子ダブルス初優勝を遂げた。第3シードから勝ち上がった2人は、決勝でウェスリー・ムーディ/ディック・ノーマン組に3-6, 6-3, 6-2の逆転勝利を収めた。同年の全米オープン男子ダブルス決勝で、ドロウヒーとパエスはマヘシュ・ブパシマーク・ノールズ組を3-6, 6-3, 6-2で破り、ドロウヒーは3年連続の決勝進出でついに全米ダブルス初優勝を決めた。
ドロウヒーは2016年8月に地元チェコ・リベレツのチャレンジャー大会に出場したのを最後に公式戦出場から遠ざかっている。

## ATPツアー決勝進出結果

### ダブルス: 26回 (10勝16敗)
| 結果   | No. | 決勝日        | 大会               | サーフェス    | パートナー                   | 対戦相手                                                      | スコア                |
| ------ | --- | ------------- | ------------------ | ------------- | ---------------------------- | ------------------------------------------------------------- | --------------------- |
| 優勝   | 1.  | 2006年2月20日 | コスタ・ド・サイペ | クレー        | パベル・ビズネル             | マリウシュ・フィルステンベルク マルチン・マトコフスキ         | 6–1, 4–6, [10–3]      |
| 準優勝 | 1.  | 2006年4月10日 | バレンシア         | クレー        | パベル・ビズネル             | ダビド・シュコッホ トマーシュ・ジープ                         | 4–6, 3–6              |
| 優勝   | 2.  | 2006年5月1日  | エストリル         | クレー        | パベル・ビズネル             | ルーカス・アーノルド・カー レオシュ・フリエドル               | 6–3, 6–1              |
| 優勝   | 3.  | 2007年2月12日 | コスタ・ド・サイペ | クレー        | パベル・ビズネル             | アルベルト・モンタニェス ルーベン・ラミレス・イダルゴ         | 6–2, 7–6(7–4)         |
| 準優勝 | 2.  | 2007年3月4日  | アカプルコ         | クレー        | パベル・ビズネル             | ポティート・スタラーチェ マルティン・バサーロ・アルグエージョ | 0–6, 2–6              |
| 準優勝 | 3.  | 2007年6月9日  | 全仏オープン       | クレー        | パベル・ビズネル             | マーク・ノールズ ダニエル・ネスター                           | 6–2, 3–6, 4–6         |
| 優勝   | 4.  | 2007年7月23日 | ウマグ             | クレー        | ミハル・メルティナク         | ヤロスラフ・レビンスキー ダビド・シュコッホ                   | 6–1, 6–1              |
| 準優勝 | 4.  | 2007年9月8日  | 全米オープン       | ハード        | パベル・ビズネル             | シーモン・アスペリン ユリアン・ノール                         | 5–7, 4–6              |
| 準優勝 | 5.  | 2008年6月15日 | ハレ               | 芝            | リーンダー・パエス           | ミハイル・ユージニー ミーシャ・ズベレフ                       | 6–3, 4–6, [3–10]      |
| 準優勝 | 6.  | 2008年9月7日  | 全米オープン       | ハード        | リーンダー・パエス           | ボブ・ブライアン マイク・ブライアン                           | 6–7(5–7), 6–7(10–12)  |
| 優勝   | 5.  | 2008年9月21日 | バンコク           | ハード        | リーンダー・パエス           | スコット・リプスキー デイヴィッド・マーティン                 | 6–4, 7–6(7–4)         |
| 準優勝 | 7.  | 2008年9月29日 | 東京               | ハード        | リーンダー・パエス           | ミハイル・ユージニー ミーシャ・ズベレフ                       | 3–6, 4–6              |
| 準優勝 | 8.  | 2009年2月15日 | ロッテルダム       | ハード        | リーンダー・パエス           | ダニエル・ネスター ネナド・ジモニッチ                         | 2–6, 5–7              |
| 優勝   | 6.  | 2009年6月6日  | 全仏オープン       | クレー        | リーンダー・パエス           | ウェスリー・ムーディ ディック・ノーマン                       | 3–6, 6–3, 6–2         |
| 優勝   | 7.  | 2009年8月31日 | 全米オープン       | ハード        | リーンダー・パエス           | マヘシュ・ブパシ マーク・ノールズ                             | 3–6, 6–3, 6–2         |
| 準優勝 | 9.  | 2010年1月10日 | ブリスベン         | ハード        | リーンダー・パエス           | ジェレミー・シャルディー マルク・ジケル                       | 3–6, 6–7(5–7)         |
| 準優勝 | 10. | 2010年2月27日 | ドバイ             | ハード        | リーンダー・パエス           | シーモン・アスペリン ポール・ハンリー                         | 2–6, 3–6              |
| 優勝   | 8.  | 2010年4月3日  | マイアミ           | ハード        | リーンダー・パエス           | マヘシュ・ブパシ マックス・ミルヌイ                           | 6–2, 7–5              |
| 準優勝 | 11. | 2010年6月5日  | 全仏オープン       | クレー        | リーンダー・パエス           | ダニエル・ネスター ネナド・ジモニッチ                         | 5–7, 2–6              |
| 準優勝 | 12. | 2010年6月19日 | スヘルトーヘンボス | 芝            | リーンダー・パエス           | ロベルト・リンドステット ホリア・テカウ                       | 6–1, 5–7, [7–10]      |
| 優勝   | 9.  | 2011年1月9日  | ブリスベン         | ハード        | ポール・ハンリー             | ロベルト・リンドステット ホリア・テカウ                       | 6–4, 途中棄権         |
| 優勝   | 10. | 2011年1月15日 | シドニー           | ハード        | ポール・ハンリー             | ボブ・ブライアン マイク・ブライアン                           | 6–7(6–8), 6–3, [10–5] |
| 準優勝 | 13. | 2011年9月25日 | メス               | ハード (室内) | マルセロ・メロ               | ジェイミー・マリー アンドレ・サ                               | 4–6, 6–7(7–9)         |
| 準優勝 | 14. | 2013年4月27日 | ブカレスト         | クレー        | オリバー・マラチ             | マックス・ミルヌイ ホリア・テカウ                             | 6–4, 4–6, [6–10]      |
| 準優勝 | 15. | 2013年8月3日  | キッツビュール     | クレー        | フランティシェク・チェルマク | マルティン・エメリッヒ クリストファー・カス                   | 4–6, 3–6              |
| 準優勝 | 16. | 2014年4月12日 | カサブランカ       | クレー        | トマシュ・ベドナレク         | ジャン＝ジュリアン・ロジェ ホリア・テカウ                     | 2–6, 2–6              |

## 4大大会ダブルス優勝
- 全仏オープン 男子ダブルス：1勝（2009年） ［同部門準優勝2度：2007年・2010年］
- 全米オープン 男子ダブルス：1勝（2009年） ［同部門準優勝2度：2007年・2008年］

## 4大大会シングルス成績
略語の説明
| W | F | SF | QF | #R | RR | Q# | LQ | A | Z# | PO | G | S | B | NMS | P | NH |

W=優勝, F=準優勝, SF=ベスト4, QF=ベスト8, #R=#回戦敗退, RR=ラウンドロビン敗退, Q#=予選#回戦敗退, LQ=予選敗退, A=大会不参加, Z#=デビスカップ/BJKカップ地域ゾーン, PO=デビスカップ/BJKカッププレーオフ, G=オリンピック金メダル, S=オリンピック銀メダル, B=オリンピック銅メダル, NMS=マスターズシリーズから降格, P=開催延期, NH=開催なし.
| 大会           | 2005 | 2006 | 2007 | 2008 | 2009 | 通算成績 |
| -------------- | ---- | ---- | ---- | ---- | ---- | -------- |
| 全豪オープン   | LQ   | 1R   | 2R   | 1R   | LQ   | 1–3      |
| 全仏オープン   | 2R   | 3R   | 1R   | LQ   | A    | 3–3      |
| ウィンブルドン | LQ   | 2R   | 1R   | LQ   | A    | 1–2      |
| 全米オープン   | LQ   | 1R   | LQ   | LQ   | LQ   | 0–1      |